# Shikumen

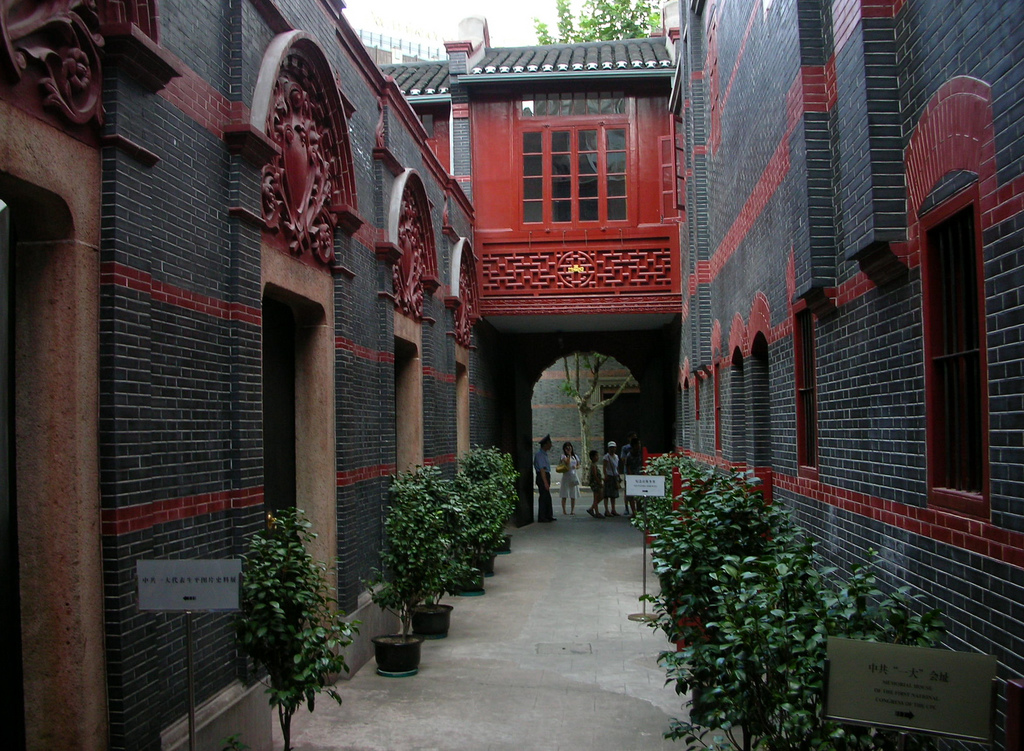
Un longdang conservado en el emplazamiento del Primer Congreso Nacional del Partido Comunista Chino, mostrando las "puertas de piedra" (en la izquierda), de donde procede el nombre shikumen.

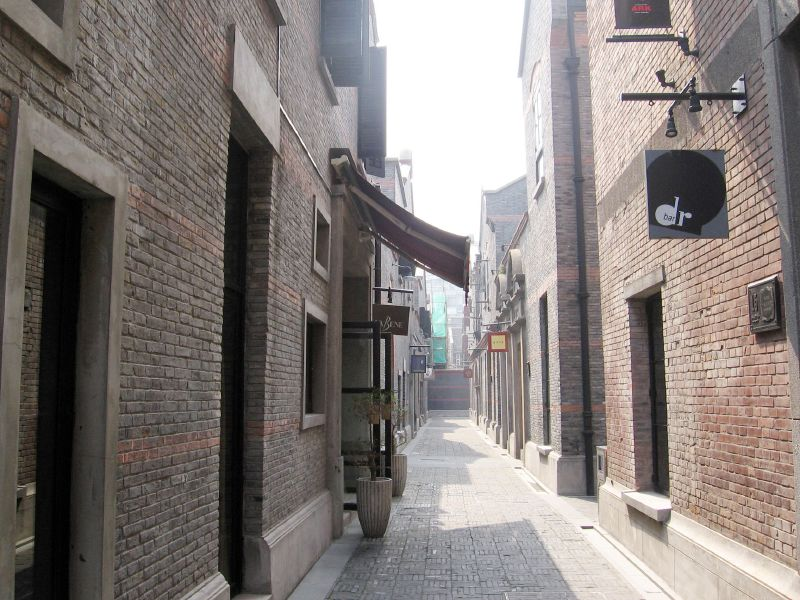
Calles de shikumen renovadas en Xintiandi.

Shikumen (en chino tradicional, 石庫門; en chino simplificado, 石库门; pinyin, 'shíkùmén'; literalmente, ‘"Puerta de piedra"’) es un estilo arquitectónico tradicional de Shanghái que combina elementos occidentales y chinos, y que apareció en la década de 1860. En el cénit de su popularidad, había 9000 shikumen en Shanghái, lo que representaba el 60% de todas las viviendas de la ciudad, pero en la actualidad la proporción es mucho más baja porque la mayoría de shanghaianos viven en grandes edificios de apartamentos.

## Estructura
Los shikumen son edificios de dos o tres plantas que se parecen a las terraced houses o petit hôtels angloamericanos, caracterizados por sus muros de ladrillos que rodean un pequeño patio delantero. El nombre "puerta de piedra" se refiere a estas puertas.
Cada residencia se apoya en otra y todas están dispuestas en callejones llamados longtang (en chino tradicional, 挵堂; en chino simplificado, 弄堂; pinyin, lòngtáng; shanghainés: longdang). Usualmente, la entrada a cada callejón está coronada por un paifang. 
El shikumen es una mezcla cultural de elementos arquitectónicos occidentales[cita requerida] con la arquitectura tradicional del bajo Yangtsé y las costumbres sociales. Las viviendas tradicionales chinas tenían un patio, y los shikumen no eran una excepción. Sin embargo, debido a su naturaleza urbana, este patio era interior y mucho más pequeño, ajeno a los tumultos de las calles, que permitía que cayera la lluvia y que la vegetación creciera libremente dentro de la vivienda. Este patio también permitía que entrara la luz del sol y mejoraba la ventilación de las habitaciones.

## Historia
Este estilo de viviendas se desarrolló cuando los promotores locales adaptaron las terraced houses occidentales a las condiciones chinas.[cita requerida] El muro se añadió para proteger de las luchas y saqueos durante la Rebelión de las Espadas Pequeñas y resultó útil posteriormente frente a ladrones y vándalos en los levantamientos sociales de comienzos del siglo XX. Hacia la Segunda Guerra Mundial, más del 80% de la población de la ciudad vivían en este tipo de viviendas. Muchos de estos shikumen se construyeron rápidamente en pésimas condiciones, mientras que otros eran de construcción robusta y tenían todas las comodidades modernas, como agua corriente e inodoros con cisterna.
Durante y después de la Segunda Guerra Mundial, el gran aumento de la población de Shanghái produjo que muchos shikumen estuvieran muy divididos. Por ejemplo, el espacio se dividía con frecuencia en tres o cuatro habitaciones, cada una de las cuales se alquilaba a una familia diferente. Estas condiciones de hacinamiento continúan en muchas zonas de shikumen que han sobrevivido al reciente período de Reforma y Apertura.
Los propietarios que subalquilaban los shikumen a otras familias se llamaban "segundos propietarios" (en chino simplificado, 二房东; pinyin, èr fángdōng), frente a sus dueños (en chino simplificado, 大房东; pinyin, dà fángdōng). Las familias de estos "segundos propietarios" compartían a menudo el mismo shikumen con sus inquilinos.[cita requerida]